# Principis i Paràmetres
Principis i paràmetres és un marc teòric dins la gramàtica generativa que postula les propietats de la gramàtica universal, així com les possibles variacions que puguin portar-la a constituir diferents llengües humanes.
Segons aquest enfocament, la facultat lingüística estaria dividida en dues parts:
- Els principis, que són universals i constants, i que mostren les semblances entre les llengües.
- Els paràmetres, que, tot i que també són universals, tenen un valor que canvia d'una llengua a una altra. Això explica les diferències existents. Dins aquest marc de treball, l'objectiu de la lingüística seria identificar tots els principis i paràmetres que siguin comuns a tots els éssers humans (gramàtica universal).

La diferència fonamental entre el model de principis i paràmetres i els anteriors enfocaments generatius (com la teoria estàndard) és la postulació d'un disseny modular de la facultat lingüística, en què diferents operacions gramaticals són encarregades a diferents submòduls de la facultat del llenguatge. Segons això, la generació d'una oració seria producte de la interacció d'un conjunt de principis generals. S'abandona la idea que hi ha regles específiques per a cada tipus de construcció. A més a més, les regles de reescriptura, que eren particulars per a cada llengua, però alhora molt semblants entre si, es redueixen a una de sola; això dona origen a la teoria de la X'.